# Viés de publicação

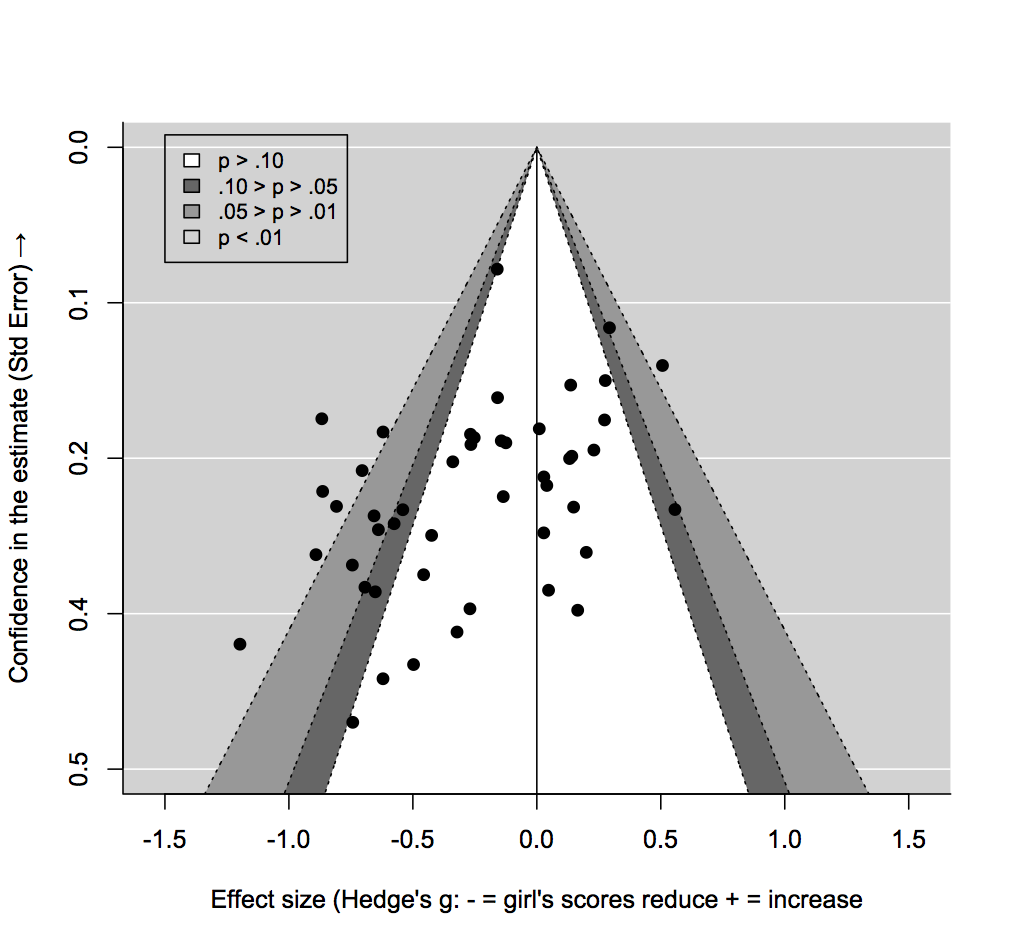
Meta-análise da ameaça de estereótipo nas pontuações de matemática das meninas mostrando assimetria típica do viés de publicação em um gráfico de funil. De Flore, PC, & Wicherts, JM (2015)

Viés de publicação é a tendência em publicações científicas de evidências positivas terem maior probabilidade de serem publicadas do que evidências negativas, tornando tendenciosos os resultados disponíveis para confronto. Como consequência, revisões sistemáticas com ou sem meta-análises que não incluem estudos não publicados tendem a apresentar resultados enganosos.

## Origem
Evidências a respeito do viés de publicação foram primeiramente descritas em 1959 pelo pesquisador Theodore Sterling que observou que os estudos de tratamentos psicológicos tinham maior probabilidade de serem publicados se sua hipótese nula tivesse sido rejeitada.

## Exemplo
Em uma revisão, os pesquisadores observaram que enquanto 94% dos estudos com evidência positiva sobre os efeitos benéficos de antidepressivos são publicados, apenas 14% dos estudos com evidência negativa o são. No entanto, quando todos os estudos são incluídos em uma meta-análise, os antidepressivos se mostram mais eficazes do que um placebo apenas por uma pequena margem.

## Causas
Diversos fatores são apontados como causas para este fenômeno, como negligência por parte dos pesquisadores, financiadores que podem desencorajar publicações com evidência negativa motivados por interesses financeiros e publicações científicas em busca de descobertas estrondosas podem julgar resultados negativos ou inconclusivos como desinteressantes.

## Medidas
Apesar do viés de publicação não poder ser completamente eliminado, a presença desse viés pode ser identificada por meio de gráfico de funil e de testes estatísticos, como o teste de Egger ou o teste de Begg. E como forma de amenizar este problema, periódicos científicos podem exigir que todo estudo seja registrado no início do projeto para ser considerado elegível para futura publicação, dando aos editores e revisores uma ferramenta para medir a proporção de evidências positivas e negativas. Se os revisores entrarem em contato com os autores destes estudos primários não publicados e conseguirem acesso aos seus resultados completos, o efeito causado pelo viés de publicação em revisões pode ser diminuído.